# Один у темряві 2
Один у темряві 2 (англ. Alone in the Dark II) — німецький фільм жахів 2008 року.

## Сюжет
Едвард Карнбі, дослідник паранормальних явищ, кидає виклик темним силам. Жриця темряви вирвалася зі своєї пекельної темниці. З'явившись знову серед людей, вона починає шукати невинні душі, щоб принести їх у жертву своєму темному Володареві. Зібравши команду, Карнбі відправляється на пошуки священного артефакту, здатного знищити демона.

## У ролях
- Рік Юн — Едвард Карнбі
- Рейчел Спектер — Наталі Декстер
- Ленс Хенріксен — Авнер Лундберг
- Білл Моуслі — Декстер
- Ральф Меллер — Бойл
- Денні Трехо — Перрі
- Зак Ворд — Ксавьє
- Наташа Мальте — Тернер
- Джейсон Коннері — Паркер
- Майкл Паре — Вілсон
- П.Дж. Соулз — Марта
- Бруклін Судано — Сінклер
- Еллісон Ланж — відьма / Елізабет Декстер
- Пітер Луні — Ворд Декстер
- Лізетт Бросс — стара відьма
- Луїз Гріффітс — відьма, голос